# 路易港
路易港（法語：Port-Louis，法語發音：[pɔʁlwi]），是毛里求斯的首都與最大城市，同时也是毛里求斯的主要港口、教育、行政、工業和軍事中心，位于毛里求斯岛西部的路易港区，面朝印度洋，根据2010年12月的人口统计，路易港总人口为148,416人。

## 历史

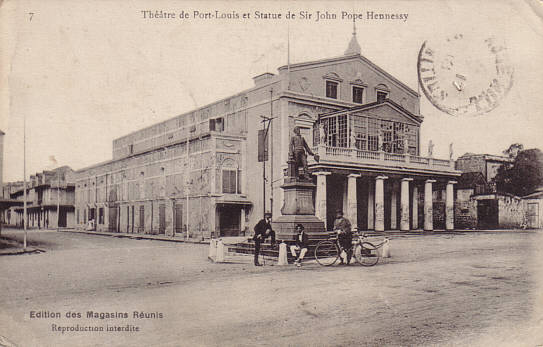
1900-1910年間的路易士港劇院

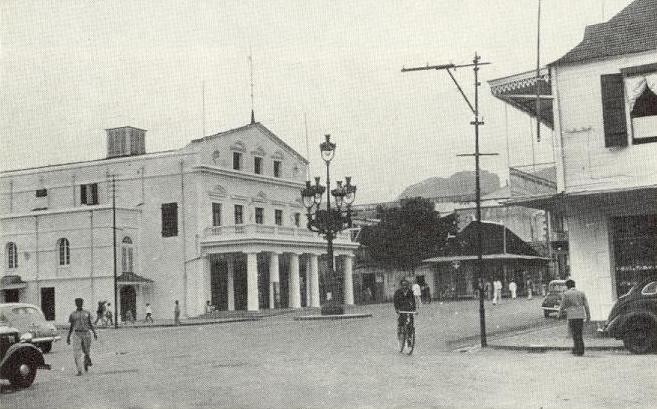
50年代初期的路易士港戲院

路易港于1638年由荷蘭統治者开埠，到了1735年，当时的法国殖民政府把路易港设立为毛里求斯的行政中心，同时也是法国船队绕过好望角之后的重要补给港。路易港的名字是为了纪念法王路易十五。
在法國殖民時期，毛里求斯被稱為法蘭西島。當時的法國其第一任总督貝特朗-弗朗索瓦·馬埃·德·拉布爾多內為路易港的發展做出了貢獻。由於路易港在莫卡山脈的颶風期間受到相對較好的強風保護，因此路易港被選為島上的主要港口和堡壘。在拿破崙戰爭（1800-15年）英國占領該島期間，港口由英方繼續使用，並幫助英國控制了印度洋。然而等蘇伊士運河開通後，船舶靠泊量急劇下降。
1969年。蘇伊士運河在六日战争爆發后關閉期間，路易港港口的活動有所增加。1970 年代後期，港口的現代化改造，幫助路易港保持作為毛里求斯進出口中心的地位，1990年代後期，旅遊業的擴張導致路易港取得了長足的發展，許多商店、酒店和餐館都建在科當海濱地區。至今路易港仍然是毛里求斯的商業和行政首都所在。

## 气候
路易港是典型的热带干湿季气候，雨季漫长，旱季短暂。每年的12月到次年4月，月均降水量达到100毫米以上；9月到11月则是旱季，月均降水量不足60毫米。路易港一年内气温变化不大，年均最高气温在24摄氏度，而最热的雨季最高气温则在30摄氏度左右。
| 路易港                                    | 路易港      | 路易港      | 路易港      | 路易港      | 路易港      | 路易港      | 路易港      | 路易港      | 路易港      | 路易港      | 路易港      | 路易港      | 路易港      |
| 月份                                      | 1月         | 2月         | 3月         | 4月         | 5月         | 6月         | 7月         | 8月         | 9月         | 10月        | 11月        | 12月        | 全年        |
| ----------------------------------------- | ----------- | ----------- | ----------- | ----------- | ----------- | ----------- | ----------- | ----------- | ----------- | ----------- | ----------- | ----------- | ----------- |
| 历史最高温 °C（°F）                       | 35 (95)     | 33 (91)     | 32 (90)     | 31 (88)     | 29 (84)     | 28 (82)     | 27 (81)     | 27 (81)     | 28 (82)     | 31 (88)     | 33 (91)     | 35 (95)     | 35 (95)     |
| 平均高温 °C（°F）                         | 31.5 (88.7) | 31.4 (88.5) | 31.5 (88.7) | 30.7 (87.3) | 29.3 (84.7) | 27.6 (81.7) | 26.7 (80.1) | 26.8 (80.2) | 27.7 (81.9) | 28.8 (83.8) | 30.2 (86.4) | 31.1 (88.0) | 29.4 (85.0) |
| 平均低温 °C（°F）                         | 24.1 (75.4) | 24.0 (75.2) | 23.8 (74.8) | 23.0 (73.4) | 21.5 (70.7) | 19.9 (67.8) | 19.3 (66.7) | 19.1 (66.4) | 19.4 (66.9) | 20.4 (68.7) | 21.8 (71.2) | 23.2 (73.8) | 21.6 (70.9) |
| 历史最低温 °C（°F）                       | 17 (63)     | 18 (64)     | 17 (63)     | 14 (57)     | 13 (55)     | 11 (52)     | 11 (52)     | 10 (50)     | 11 (52)     | 13 (55)     | 14 (57)     | 17 (63)     | 10 (50)     |
| 平均降雨量 mm（）                         | 131 (5.2)   | 160 (6.3)   | 83 (3.3)    | 87 (3.4)    | 48 (1.9)    | 24 (0.9)    | 18 (0.7)    | 19 (0.7)    | 17 (0.7)    | 15 (0.6)    | 24 (0.9)    | 85 (3.3)    | 711 (27.9)  |
| 平均降雨天数（≥ 1.0 mm）                  | 9           | 10          | 8           | 7           | 6           | 4           | 4           | 5           | 3           | 3           | 3           | 6           | 68          |
| 月均日照時數                              | 248         | 226         | 217         | 240         | 248         | 210         | 217         | 217         | 240         | 279         | 270         | 279         | 2,891       |
| 来源1：World Meteorological Organization. |             |             |             |             |             |             |             |             |             |             |             |             |             |
| 来源2：BBC Weather                        |             |             |             |             |             |             |             |             |             |             |             |             |             |

## 人口
法国殖民时期，毛里求斯的主要劳动力是从非洲大陆输入的黑奴。英国人接管毛里求斯后废除了奴隶制，而从亚洲（主要是印度，小部分来自中国）输入大量劳动力，当年印度劳工登陆的阿普拉瓦西·加特地区已经名列世界遗产。因此，现在路易港75%以上的人口是印度后裔，其余则是非洲裔、华裔以及克里奥尔人。

## 经济
路易港的主要经济来源是其港口的国际货运。路易港拥有印度洋区域内最大的集装箱转运设备，能够停泊第四代和第五代集装箱货轮，在撒哈拉以南非洲只有路易港和开普敦有这个能力。路易港的工业部门主要是服装业和纺织业，此外还包括化学、制塑和医药。
旅游业对于路易港也非常重要，科当水门是路易港最新建设的一个商业中心，其设施包括商店、饭店和影院。此外，路易港是非洲仅次于约翰内斯堡的第二大金融中心。

## 交通

### 鐵路

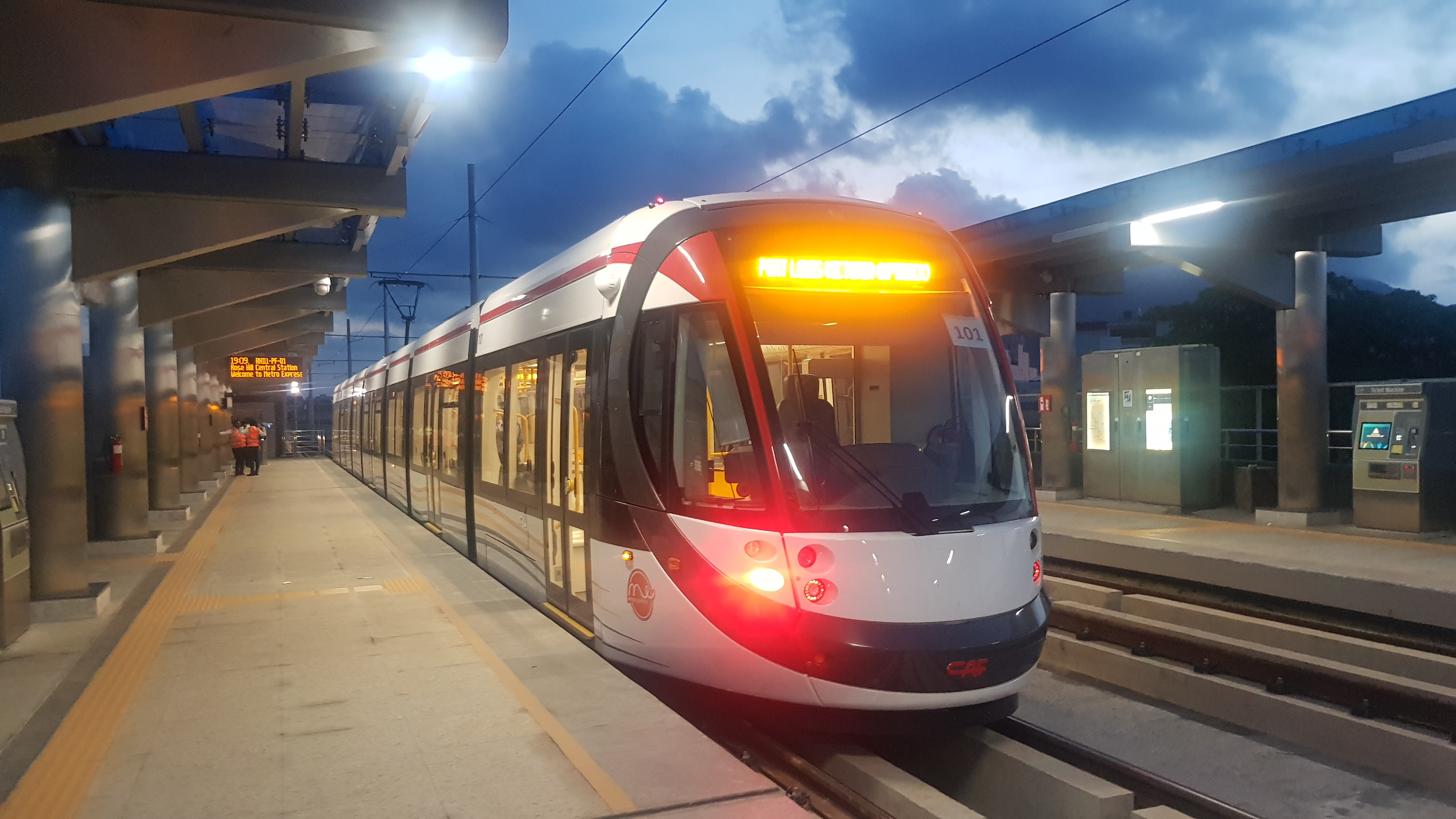
在羅斯希爾中央車站的Urbos 100-3輕軌列車

1860年代到1960年代，路易港是毛里求斯的铁路运输中心，直到毛里求斯的铁路系统被废弃後，毛里求斯便一直沒有鐵路系統。直至2017年，首條輕軌鐵路系統才正式動工。2020年1月10日，由路易港到羅斯希爾中央的第一階段路線正式開始營運。

### 空运
路易港的空运由西沃萨古尔·拉姆古兰爵士国际机场承担。毛里求斯的国家航空公司毛里求斯航空在路易港市中心建有“毛航中心”。

### 公交
路易港有两大公交枢纽站。“维多利亚枢纽站”负责路易港来往毛里求斯岛东部和南部地区的公交车以及从威廉平原区前往路易港的公交车；而“移民广场站”，又称“北站”则负责来自北部庞普勒穆斯区和朗帕河区的公交车。
路易港还有许多小型的公交车站，例如“约翰·肯尼迪街车站”和“威廉·牛顿爵士车站”是市内公交系统的车站。此外，还有许多往来路易港市中心和路易港郊区的公交车。
众多往来岛内其他城市和路易港的公交车把路易港变成了全岛的公交枢纽，这给路易港带来了严重的交通问题。

### 旅游

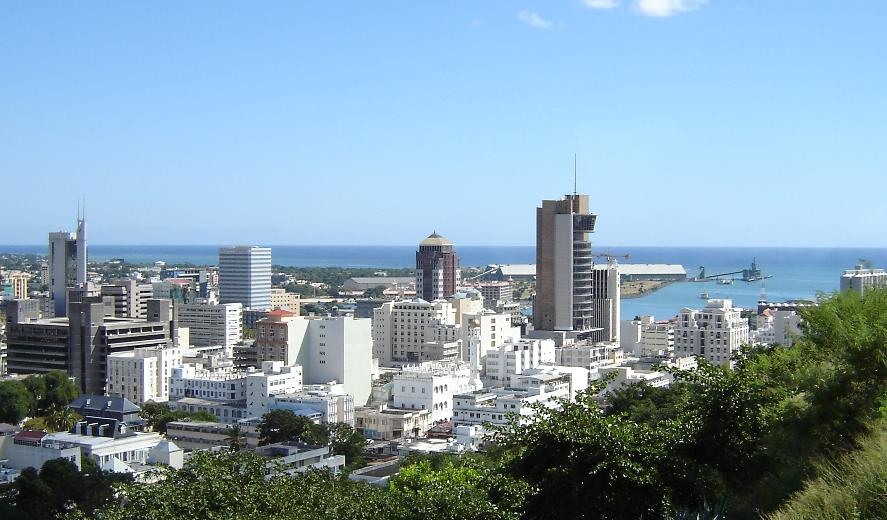
从阿德莱德堡垒俯瞰路易港

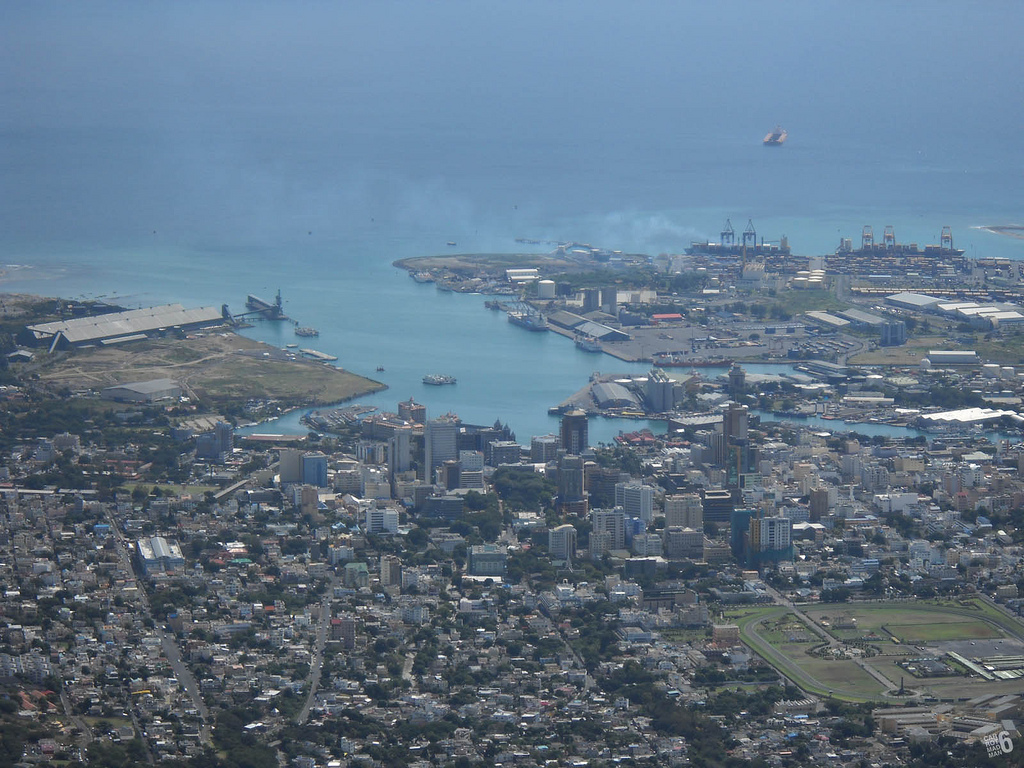
从拇指山上嘹望路易港

路易港有许多殖民地时期留存至今的历史建筑。其中之一是1835年英国人建造的阿德莱德堡垒（Fort Adelaide）。从阿德莱德堡垒上俯瞰路易港，可以看到城内的绝大多数建筑。路易港全城为莫卡山脉环绕，其中最著名的山峰是海拔812米的拇指山（Le_Pouce）和海拔820米的彼得博斯山。
路易港著名景点包括科当水门（Caudan Waterfront）、路易港集市（Port Louis Market）、唐人街（Mauritian Chinatown）和路易港老剧院（the old Port Louis Theatre），此外还有军营（Les Casernes）和拉吉夫·甘地科学中心（The Rajiv Gandhi Science Centre）。路易港还有三个博物馆：毛里求斯自然历史博物馆（the Mauritius Natural History Museum）、蓝色便士博物馆和毛里求斯邮政博物馆（Mauritius Postal Museum）。科当水门附近还有毛里求斯最大同时也是最古老的邮局。在市中心坐落着国立银行大厦，附近则是栽种着高大棕榈树的武器广场（the Place d'Armes），这是出入路易港的重要门户。
路易港是毛里求斯最大城市，面临着严重的交通拥堵和停车困难的问题。作为毛里求斯的金融中心，这里坐落着毛里求斯银行、毛里求斯商业银行和毛里求斯国立银行的总部。路易港最大的街道是西沃萨古尔·拉姆古兰大街，它通往市中心的朱玛尔清真寺（the Jummah Mosque）和卡达菲广场（Kadafi Square）。此外，路易港还有泰米尔人的寺庙和华人祭祖的场所。
战神赛马场（The Champ de Mars Racecourse）位于路易港市中心附近，其建立于1812年，是印度洋区域及南半球最古老的赛马场，这里会举办国家赛马大会。

## 姐妹城市
路易港與與以下城市建立姊妹城市關係：
- 亞歷山大, 埃及
- 安齊拉納納, 馬達加斯加
- 達喀爾, 塞內加爾
- 多哈,卡達
- 佛山市,中國
- 克拉嗤, 巴基斯坦
- 勒拉芒坦, 瓜地洛普
- 馬布多, 莫三比克
- 馬蒂蘭港, 模里西斯
- 香格里拉藏, 留尼旺
- 普勒托利亞, 南非
- 聖馬洛, 法國

## 外部連結
维基共享资源上的相關多媒體資源：路易港